# Trisetum oreophilum
Trisetum oreophilum är en gräsart som beskrevs av Louis-marie. Trisetum oreophilum ingår i släktet glanshavren, och familjen gräs. Inga underarter finns listade i Catalogue of Life.